# Cratere Van de Graaff
Van de Graaff è un grande cratere lunare di 240,47 km situato nella parte sud-occidentale della faccia nascosta della Luna.